# Coprosma petiolata
Coprosma petiolata är en måreväxtart som beskrevs av Joseph Dalton Hooker. Coprosma petiolata ingår i släktet Coprosma och familjen måreväxter.
Artens utbredningsområde är Kermadecöarna. Inga underarter finns listade i Catalogue of Life.